# Victoria Foucher
Victoria Foucher (* 28. Mai 1995) ist eine französische Volleyballspielerin.

## Karriere
Foucher begann ihre Karriere bei Volley-Ball Nantes. Mit dem Verein spielte die Diagonalangreiferin 2014/15 auch in der Champions League. 2016 wechselte sie zum französischen Zweitligisten Volley Club Marcq-en-Barœul. In der Saison 2018/19 spielte sie bei Istres Ouest-Provence VB. Danach wechselte sie zum deutschen Bundesligisten VfB 91 Suhl, verließ diesen nach einem halben Jahr jedoch wieder und spielt seitdem für Quimper Volley.